# Székely György (történész)
Székely György (Budapest, 1924. február 12. – Budapest, 2016. február 28.) magyar történész, egyetemi tanár, a Magyar Tudományos Akadémia rendes tagja. A magyar és európai város- és egyetemtörténet neves kutatója. 1955 és 1962, valamint 1976 és 1982 között az Eötvös Loránd Tudományegyetem rektorhelyettese, 1956-ban rektora, 1969 és 1975 között a Bölcsészettudományi Kar dékánja. 1982 és 1987 között a Budapesti Történeti Múzeum főigazgatója.

## Életpályája
Székely Imre mészárossegéd és Reisman Aranka fiaként született. 1942-ben érettségizett, majd beiratkozott a budapesti Pázmány Péter Tudományegyetem (ma: Eötvös Loránd Tudományegyetem) Jogi Karára. A vészkorszakban deportálták, még levelet tudott küldeni a professzorának, hogy a vizsgákon nem tud megjelenni. Dachauba került, és ott is maradt, amíg fel nem szabadították a tábort.
1946-ban szerzett jogi doktorátust. Diplomájának megszerzése után köztisztviselőként kezdett el dolgozni, majd 1949-ben a Magyar Tudományos Akadémia Történettudományi Intézetének munkatársa lett. Ezalatt kezdett el oktatni az ELTE-n és dolgozott a Kelet-európai Tudományos Intézetben asszisztensként. 1953-ban kinevezték egyetemi docenssé az ELTE középkori egyetemes történet tanszékére, emiatt távozott a Történettudományi Intézetből, ekkor már osztályvezető-helyettes volt.
1953 és 1955 között a Történettudományi Kar dékánhelyettese volt, majd 1956-ban megkapta egyetemi tanári és tanszékvezetői kinevezését. 1955 és 1962 között az ELTE rektorhelyettese volt. 1969-ben az ELTE Bölcsészettudományi Karának dékánjává választották, amely tisztséget 1975-ig töltött be. 1976-ban ismét az egyetem rektorhelyettesévé választották. 1982-ben kinevezték a Budapesti Történeti Múzeum főigazgatójává, ekkor távozott rektorhelyettesi pozíciójából. A múzeum élén öt évet töltött. 1994-ben nyugdíjazták, majd három évvel később professor emeritusi címet kapott.
1952-ben védte meg a történettudományok kandidátusi, 1973-ban pedig akadémiai doktori értekezését. Az MTA Történettudományi Bizottságának, illetve a Magyar Nyelvi Bizottságnak lett tagja. 1973-ban megválasztották a Magyar Tudományos Akadémia levelező, 1985-ben pedig rendes tagjává. Később az MTA Felügyelőbizottságának, a Magyar–Lengyel és a Magyar–Svéd Történész Vegyesbizottság, illetve a Doktori Tanács történettudományi szakbizottságának tagja volt. Ezenkívül 1958 és 1966 között a Magyar Történelmi Társulat főtitkára, illetve alelnöke volt. A Honismeret című szakfolyóirat főszerkesztője volt.
Rövid ideig részt vett a politikai életben is: a Hazafias Népfront Országos Tanácsa elnökségének tagja volt.
Kutatási területe a magyar és az európai város- és egyetemtörténet volt. Foglalkozott középkori egyetemes történelem egyes kérdéseivel és a hazai, valamint közép-európai parasztfelkelések és előreformációs mozgalmak történetével és vezetőivel. Tanulmányokat közölt a magyarok bizánci és oszmán kapcsolatairól.
Tagja volt a tíz részesnek szánt a Magyarország története könyvsorozat szerkesztőbizottságának, a könyvsorozat első részének – mely Magyarország és a magyarság 1242-ig történő időszakát dolgozta fel – a főszerkesztője, valamint az 1964-ben megjelent Magyarország története társszerkesztője is volt.

## Díjai, elismerései
- Akadémiai Díj (1965)
- Szent-Györgyi Albert-díj (1994)
- Lengyel Köztársasági Érdemrend lovagkeresztje (1996)

## Főbb publikációi
- A középkorvégi parasztháborúk (1949)
- A feudalizmus kialakulása és rendszere (1951)
- A török hódítók elleni védelem ügye a Dózsa-parasztháborútól Mohácsig (1952)
- Tanulmányok a parasztság történetéhez Magyarországon a 14. században (1953)
- A robotgazdaságra való átmenet Közép-Kelet-Európában és az 1514-es esztendő (székfoglaló, 1974)
- La Hongrie et la domination ottomane aux XVe–XVIIe siècles (1975)
- VII. Gergely (1984)
- Fekete-tengeri utak és kapcsolatkeresések az oszmán hatalom hátában (1985)
- Tanulmányok az óbudai egyetem történetéből (1995)